# Inhibitori acetilholinesteraze
Inhibitori acetilholinesteraze (AChEIs) takođe često nazivani inhibitori holinesteraze, inhibiraju enzim acetilholinesterazu onemogućavajući razlaganje neurotransmitera acetilholina na holin i acetat, čime se povećava nivo i trajanje delovanja acetilholina u centralnom nervnom sistemu, autonomnim ganglijama i neuromišićnim spojevima, koji su bogati acetilholinskim receptorima. Inhibitori acetilholinesteraze su jedan od dva tipa inhibitora holinesteraze; drugi su inhibitori butiril-holinesteraze. Acetilholinesteraza je primarni član porodice holisteraznih enzima.
Inhibitori acetilholinesteraze su klasifikovani kao reverzibilni, ireverzibilni ili kvazi-ireverzibilni (takođe se nazivaju pseudo-ireverzibilni).

## Mehanizam dejstva

### Organofosfati
Organofosfati poput TEPP i sarina inhibiraju holinesteraze, enzime koji hidrolizuju neurotransmiter acetilholin.
Aktivni centar holinesteraza karakterišu dva važna mesta, a to su anjonsko mesto i esteratično mesto. Nakon vezivanja acetilholina za anjonsko mesto holinesteraze, acetil grupa acetilholina može se vezati za esteratično mesto. Važni ostaci aminokiselina u esteratičnom mestu su glutamat, histidin i serin. Ovi ostaci posreduju hidrolizu acetilholina.
Na esteratičnom mestu acetilholin se cepa, što rezultira slobodnim holinskim delom i acetilovanom holinesterazom. Ovo acetilirano stanje zahteva hidrolizu da bi se regenerisalo. Inhibitori poput TEPP modifikuju serinski ostatak u esteratičnom mestu holinesteraze.
Ova fosforilacija inhibira vezivanje acetil grupe acetilholina za esteratično mesto holinesteraze. Pošto acetil grupa ne može da veže holinesterazu, acetilholin se ne može razložiti. Zbog toga će acetilholin ostati netaknut i akumulirati će se u sinapsama. Ovo rezultira kontinuiranom aktivacijom acetilholinskih receptora, što dovodi do akutnih simptoma TEPP trovanja. Fosforilacija holinesteraze pomoću TEPP-a (ili bilo kojeg drugog organofosfata) je nepovratna. Ovo čini inhibiciju holinesteraze trajnom.
Holinesteraza se ireverzibilno fosforiliše prema sledećoj reakcionoj shemi
{\displaystyle {\ce {E + PX <=> E-PX ->[k_3] EP + X}}}
U ovoj reakcionoj shemi E označava holinesterazu, PKS molekul TEPP, E–PX reverzibilnu fosforilisanu holinesterazu, k3 brzinu reakcije drugog koraka, EP fosforilisanu holinesterazu i X odlazeću grupu TEPP.
Nepovratna fosforilacija holinesteraze se odvija u dva koraka. U prvom koraku holinesteraza se reverzibilno fosforiliše. Ova reakcija je veoma brza. Zatim se odvija drugi korak. Holinesteraza formira veoma stabilan kompleks sa TEPP, u kome je TEPP kovalentno vezan za holinesterazu. Ovo je spora reakcija. Ali nakon ovog koraka holinesteraza je nepovratno inhibirana.
Vremenski zavisna ireverzibilna inhibicija holinesteraze može se opisati sledećom jednačinom.
{\displaystyle \ln {\frac {E}{E_{0}}}={\frac {k_{3}t}{1+{\frac {K_{I}}{I}}}}}
U ovoj formuli, E je preostala aktivnost enzima, E0 je početna aktivnost enzima, t je vremenski interval nakon mešanja holinesteraze i TEPP, KI je konstanta disocijacije za kompleks holinesteraze-TEPP (E–PX) i I je koncentracija TEPP.
Mehanizam reakcije i gornja formula su takođe kompatibilni za druge organofosfate. Proces se odvija na isti način.
Štaviše, određeni organofosfati mogu izazvati OPIDN, odloženu polineuropatiju izazvanu organofosfatima. Ovo je bolest, koju karakteriše degeneracija aksona u perifernom i centralnom nervnom sistemu. Ova bolest se može uočiti nekoliko nedelja nakon kontaminacije organofosfatom. Veruje se da na ciljnu esterazu neuropatije (NTE) utiče organofosfat koji izaziva bolest. Međutim, nisu pronađene reference koje ukazuju na to da je TEPP jedan od organofosfata koji može izazvati OPIDN.

## Spoljašnje veze
- Acetylcholinesterase+inhibitors на 
- Acetylcholinesterase: A gorge-ous enzyme QUite Interesting PDB Structure article at PDBe